# La Lanterne magique (film)
Pour plus de détails, voir Fiche technique et Distribution.
La Lanterne magique est un film réalisé par Georges Méliès, sorti en 1903.

## Synopsis
Polichinelle et Pierrot construisent une lanterne magique géante avec laquelle ils font des projections sur un mur. Ensuite, ils laissent sortir de la lanterne des danseuses anglaises, Arlequin et Colombine, et un groupe de danseuses classiques. Polichinelle et Pierrot se disputent une danseuse de French-Cancan. Les gendarmes interviennent.

## Fiche technique
- Réalisation : Georges Méliès
- Production : Star Film
- Pays d'origine : France
- Genre : Comédie
- Durée : 3 minutes
- Date de sortie : 1903

## Autour du film
Méliès utilise pour la première fois des fondus enchaînés sur fond blanc, et non plus sur les fonds noirs jusque-là en usage.